# Charantonnay
Charantonnay és un municipi francès situat al departament de la Isèra i a la regió d'Alvèrnia-Roine-Alps. L'any 2007 tenia 1.866 habitants.

## Demografia

### Població
El 2007 la població de fet de Charantonnay era de 1.866 persones. Hi havia 673 famílies de les quals 112 eren unipersonals (52 homes vivint sols i 60 dones vivint soles), 211 parelles sense fills, 310 parelles amb fills i 40 famílies monoparentals amb fills.
La població ha evolucionat segons el següent gràfic:
Habitants censats

### Habitatges
El 2007 hi havia 728 habitatges, 674 eren l'habitatge principal de la família, 25 eren segones residències i 28 estaven desocupats. 678 eren cases i 45 eren apartaments. Dels 674 habitatges principals, 560 estaven ocupats pels seus propietaris, 110 estaven llogats i ocupats pels llogaters i 4 estaven cedits a títol gratuït; 4 tenien una cambra, 16 en tenien dues, 71 en tenien tres, 231 en tenien quatre i 353 en tenien cinc o més. 598 habitatges disposaven pel capbaix d'una plaça de pàrquing. A 222 habitatges hi havia un automòbil i a 425 n'hi havia dos o més.

### Piràmide de població
La piràmide de població per edats i sexe el 2009 era:
| Homes | Edats   | Dones |
| ----- | ------- | ----- |
| 0     | 95 o +  | 4     |
| 0     | 90 a 94 | 0     |
| 4     | 85 a 89 | 12    |
| 4     | 80 a 84 | 4     |
| 24    | 75 a 79 | 8     |
| 24    | 70 a 74 | 24    |
| 20    | 65 a 69 | 16    |
| 28    | 60 a 64 | 32    |
| 44    | 55 a 59 | 36    |
| 44    | 50 a 54 | 72    |
| 80    | 45 a 49 | 72    |
| 92    | 40 a 44 | 80    |
| 48    | 35 a 39 | 64    |
| 36    | 30 a 34 | 32    |
| 40    | 25 a 29 | 48    |
| 36    | 20 a 24 | 16    |
| 96    | 15 a 19 | 56    |
| 56    | 10 a 14 | 72    |
| 56    | 5 a 9   | 80    |
| 28    | 0 a 4   | 48    |

## Economia
El 2007 la població en edat de treballar era de 1.255 persones, 942 eren actives i 313 eren inactives. De les 942 persones actives 894 estaven ocupades (468 homes i 426 dones) i 49 estaven aturades (23 homes i 26 dones). De les 313 persones inactives 119 estaven jubilades, 96 estaven estudiant i 98 estaven classificades com a «altres inactius».

### Ingressos
El 2009 a Charantonnay hi havia 668 unitats fiscals que integraven 1.864,5 persones, la mediana anual d'ingressos fiscals per persona era de 20.737 €.

### Activitats econòmiques
Dels 46 establiments que hi havia el 2007, 2 eren d'empreses alimentàries, 4 d'empreses de fabricació d'altres productes industrials, 12 d'empreses de construcció, 7 d'empreses de comerç i reparació d'automòbils, 3 d'empreses de transport, 4 d'empreses d'hostatgeria i restauració, 5 d'empreses immobiliàries, 4 d'empreses de serveis i 5 d'entitats de l'administració pública.
Dels 15 establiments de servei als particulars que hi havia el 2009, 1 era un taller de reparació d'automòbils i de material agrícola, 2 paletes, 1 fusteria, 3 lampisteries, 3 electricistes, 4 restaurants i 1 agència immobiliària.
Dels 5 establiments comercials que hi havia el 2009, 1 era una botiga de menys de 120 m², 2 fleques i 2 floristeries.
L'any 2000 a Charantonnay hi havia 18 explotacions agrícoles que ocupaven un total de 366 hectàrees.

## Equipaments sanitaris i escolars
L'únic equipament sanitari que hi havia el 2009 era una farmàcia.
El 2009 hi havia 1 escola maternal i 1 escola elemental.

## Poblacions properes
El següent diagrama mostra les poblacions més properes.